# U.S. Men's Clay Court Championships 1979
L'U.S. Men's Clay Court Championships 1979 è stato un torneo di tennis giocato sulla terra. È stata la 69ª edizione del U.S. Men's Clay Court Championships, che fa parte del Colgate-Palmolive Grand Prix 1979. Si è giocato a Indianapolis negli Stati Uniti dal 6 al 12 agosto 1979.

## Campioni

### Singolare
Jimmy Connors ha battuto in finale  Guillermo Vilas con il punteggio di 6–1, 2–6, 6–4.

### Doppio
Gene Mayer /  John McEnroe hanno battuto in finale  Jan Kodeš /  Tomáš Šmíd con il punteggio di 6–4, 7–6.